# Christmas Tree (aviation)
Pour les articles homonymes, voir Christmas tree.

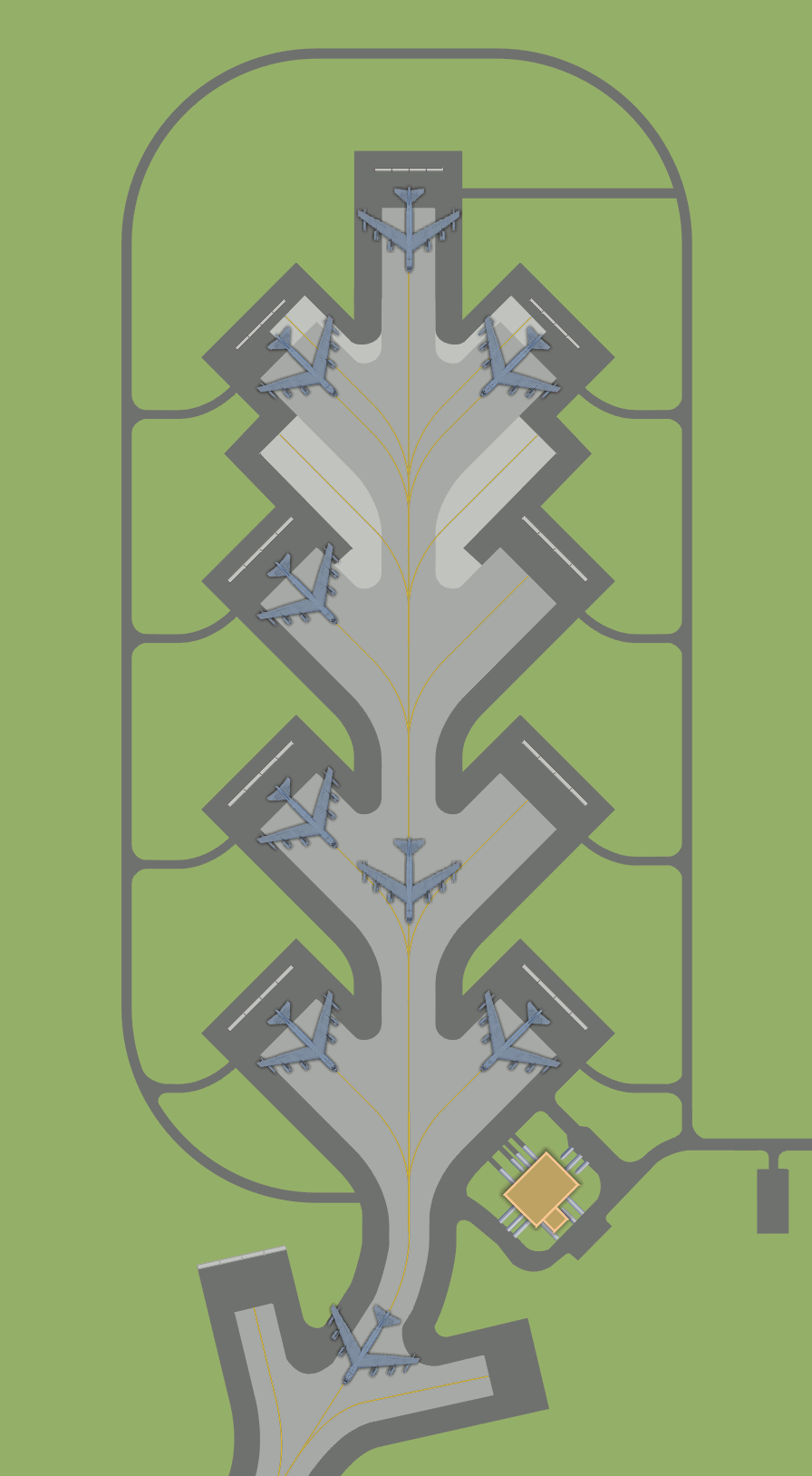
Diagramme de la zone d'alerte "Christmas Tree" de la base aérienne de Glasgow. Le bâtiment jaune en bas à droite est Mole hole, également appelé bâtiment de préparation.

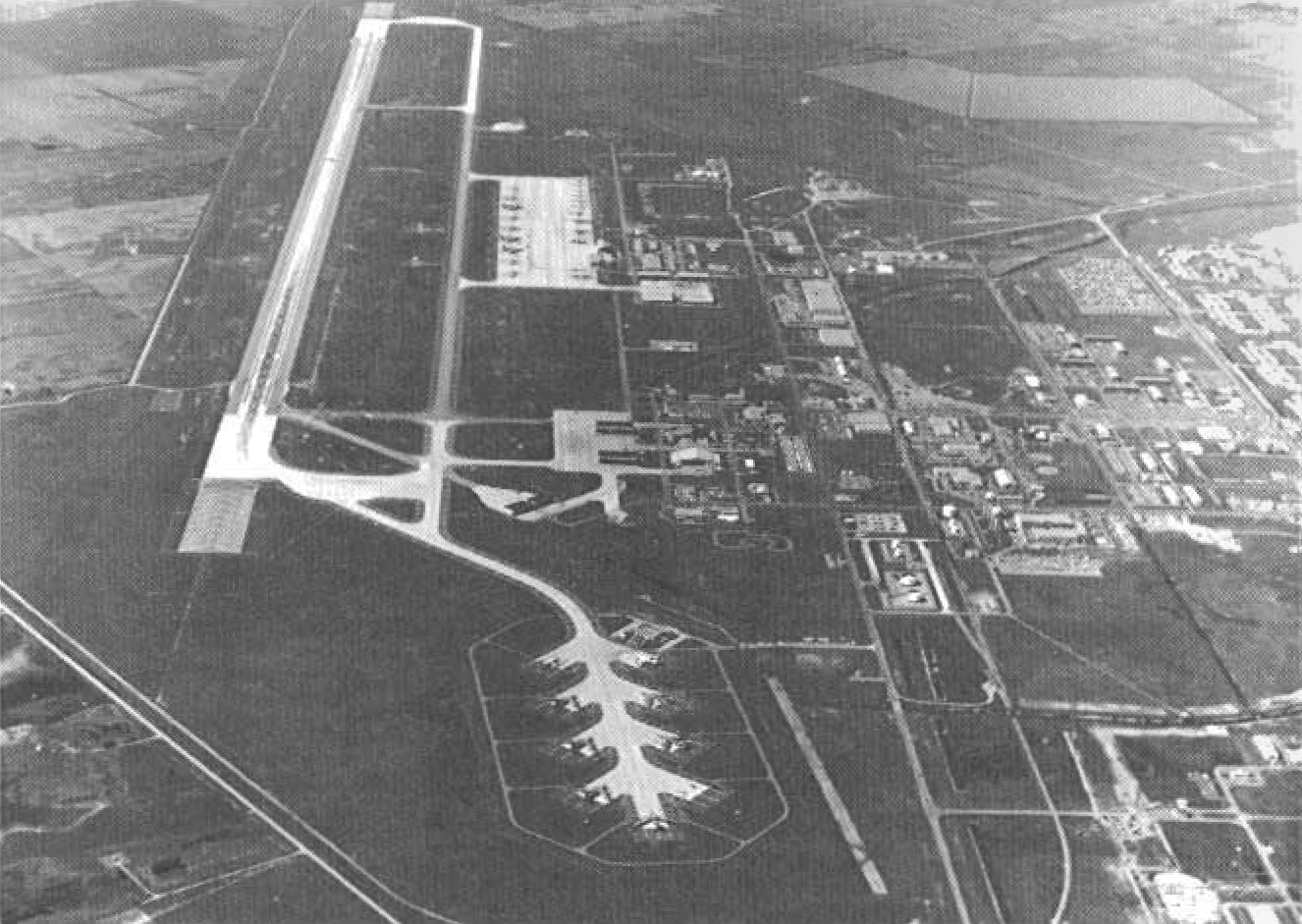
Minot AFB, en 1973 avec son "Christmas Tree"

Un Christmas Tree (en français : sapin de noël) est un type de zone d'alerte construit par la United States Air Force (USAF) pour le Strategic Air Command (SAC) pendant la guerre froide. Souvent, les bombardiers ou les avions ravitailleurs étaient stationnés à côté d’un bâtiment d'alerte pour les équipages, également connu sous le nom d’installations « Mole hole ». Cette zone d'alerte a reçu le nom "Christmas Tree", car sa plateforme ressemblait à l'arbre du même nom,.

## Historique
Avant le développement du Boeing B-52 Stratofortress, des avions tels que le Convair B-36 Peacemaker, le Boeing B-50 Superfortress et le Boeing B-47 Stratojet étaient garés sur des branches d'alerte à angle droit par rapport à la bretelle. La taille du nouvel aéronef a posé problème pour le lancement efficace des aéronefs en cas d'urgence, nécessitant la mise au point d'une solution différente. Pour résoudre ce problème, les aéronefs ont été repositionnés sur des aires de trafic spécialement conçues, disposées en chevrons, ce qui leur a permis de se frayer un chemin sur la piste le plus rapidement possible.
Les zones de stationnement de la zone d'alerte ont alors été positionnées à 45 degrés par rapport à une ligne médiane d'aire de trafic conduisant à une voie de circulation courte, puis à la piste ou aux pistes les plus proches. Généralement, 4 appareils étaient positionnés de part et d'autre de la ligne médiane, avec un avion supplémentaire positionné directement sur la ligne en arrière. Le succès de cette disposition a également conduit à l'adoption de la configuration pour les ravitailleurs Boeing KC-97 Stratofreighter et KB-50 Superfortress. Alors que de nouveaux bombardiers et aéronefs entraient dans l’inventaire du SAC, les zones «Christmas Treel» furent utilisés par le B-47 Stratojet, le B-52 Stratofortress, le Convair B-58 Hustler, le General Dynamics FB-111, le Rockwell B-1 Lancer, le Boeing KC-135 Stratotanker et le McDonnell Douglas KC-10 Extender.
Pendant une alerte, les équipages de conduite et les équipes au sol sortiraient de l'installation d'alerte, c'est-à-dire du "Mole hole", soit directement vers leurs avions en attente, soit vers des véhicules qui les conduiraient à leurs appareils. Cette dernière option était particulièrement critique pour les équipages des trois derniers aéronefs de la zone situés à plusieurs centaines de mètres de l'installation d'alerte,.
Pendant un départ sur alerte, il n'y avait pas d'ordre de départ spécifique; le premier avion prêt à prendre le taxi était le premier à partir. À ce stade, les avions effectueraient une "elephant walk" vers la piste en service, qui était généralement située près du Christmas Tree, en raison de la nécessité de lancer le raid le plus rapidement possible en réponse à une probable attaque ennemie. Si le raid devait être mis en l'air le plus rapidement possible, un décollage à intervalle minimal (MITO) serait effectué afin de réduire les risques de coincement de l'avion au sol en cas de frappe nucléaire. Bien que le coût de construction et d’entretien de chaque "Christmas Tree" soit inconnu, on estime que celui de l’ancienne base aérienne de Loring, dans le Maine, aurait coûté 400 000 $ (équivalent de 3,39 millions dollars actuels) lors de sa construction entre 1959 et 1960.
Bien que le Strategic Air Command ait été supprimé en 1992, les zones en forme de "Christmas Tree" et leurs "Mole hole" associés continuent d'exister dans de nombreux sites de l'Air Force Global Strike Command, de l'Air Combat Command, de l'Air Mobility Command, de l'Air Education and Training Command, de l'Air Force Reserve Command et de l'Air National Guard.